# مسجد مكة (حيدر أباد)
مسجد مكة (باوردو: مکہ مسجد , بلغة تيلوغوية: మక్కా మసీదు , بالإنجليزية: Mecca Masjid أو Makkah Masjid) هو واحد من أقدم المساجد في مدينة حيدر أباد في الهند وأيضا يعد واحد من أكبر المساجد في الهند، يقع في منطقة العاصمة المشتركة بين ولايتي تيلانجانا وأندرا برديش، ومسجد مكة هو عبارة عن مبنى تراثي يوجد في البلدة القديمة في حيدر أباد وعلى مقربة من عدة معالم تاريخية مثل قصر شومالله وسوق لاد بازار وجهار منار.
وقد أمر محمد قولي قطب شاه الحاكم الخامس لسلالة قطب شاهي ببناء مسجد مكة من تربة جلبت من مكة المكرمة أقدس موقع في الإسلام، واستخدموها في بناء القوس المركزي للمسجد، ومنها أعطي المسجد اسمه مسجد مكة، وشكل المسجد محور التخطيط المدني لمدينة حيدر أباد من قبل محمد قولي قطب شاه.

## التاريخ والبناء
تم بناء مسجد مكة في عهد محمد قولي قطب شاه الحاكم الخامس لسلالة قطب شاهي سلطان غولكوندا (حيدر أباد الآن), تم نحت ثلاث واجهات مقوسة من قطعة واحدة من الجرانيت والتي أخذت خمس سنوات من المحجر، وتم توظيف أكثر من 8,000 موظف لبناء المسجد، وقد وضع السلطان محمد قولي قطب شاه شخصيا حجر الأساس للمسجد، وتم الانتهاء من بنائه لاحقا من قبل الإمبراطور المغولي أورنجزيب بعد قهر حيدر آباد.
يقول جان باتست تافرنييه المستكشف الفرنسي في رحلته هن المسجد:
أخذ حوالي 50 عاما منذ أن بدأ في بناء مسجد رائع في البلدة الذي سيكون الأروع في جميع أرجاء الهند عند اكتماله، حجم الحجر هو موضوع إنجاز خاص للمسجد وذلك لمكانة ومكانه للصلاة، صخرة بهذا الحجم الهائل أمضوا خمس سنوات في المحاجر ليتم به إتمام بناء المسجد، وكانوا عدد الذي يعملون بين 500 و 600 رجل وكان عملهم باستمرار دائم، وظلٌ العمل يتطلب المزيد من الوقت والجهد إلى نقل الحجر إلى المسجد، وتطلب منهم العمل الاستعانة بما مجموعه 1400 ثور لإتمام نقل الحجر.
كما يوجد بها قبور حيدر آباد نظام ثاني إلى نظام سادِس

## العمارة
القاعة الرئيسية للمسجد يبلغ ارتفاعها 75 أقدام وعرضها 220 قدم واسعة وطولها 180 قدم بما يكفي لاستيعاب 10,000 مصلي في وقت واحد، وهناك خمسة عشر قوس يدعم سقف القاعة الرئيسية، خمسة أقواس على كل من الأطراف الثلاثة، ويرتفع الجدار الرابع ليكون دعامة للمحراب.
وقمة المآذن المرتفعة من أعلى سقف المسجد تكون مقوسة بالإضافة للقبة فهي أيضا مقوسة بدقة، وتزين نقوش القرآن الكريم العديد من الأقواس والأبواب عند مداخل المسجد، ويقع الهيكل الرئيسي للمسجد بين عمودين ضخمين مصنوعين من قطعة واحدة من الجرانيت، وزوايا المسجد المدعمة لهيكل المسجد مزينة بزخارف نباتية وأفاريز على الأقواس تذكر السائح باهتمام السلطان قطب شاهي إلى أدق تفاصيل الهندسة المعمارية، لدى مسجد مكة تشابه قريب في الأقواس مع جهار منار وقولكوندا (البلدة القديمة).
على الجوانب الأربعة يمتد السقف للمسجد الرئيسي، والأسوار تم إنشائها من ألواح الجرانيت في شكل قواقع مقلوبة تطفو على الركائز، وفي زوايا المسجد تمتد المآذن ولكنها ليست مرتفعة مثل المآذن في مزار (مقابر نيزامس), وتتقوس أعمدة المسجد على مستوى مع سطح المسجد ومع المظلة المظلة، ولا يزال العمود يعلوا في الصعود حتى يتوج بدعامة القبة.

## الصيانة والأساطير والتفجير

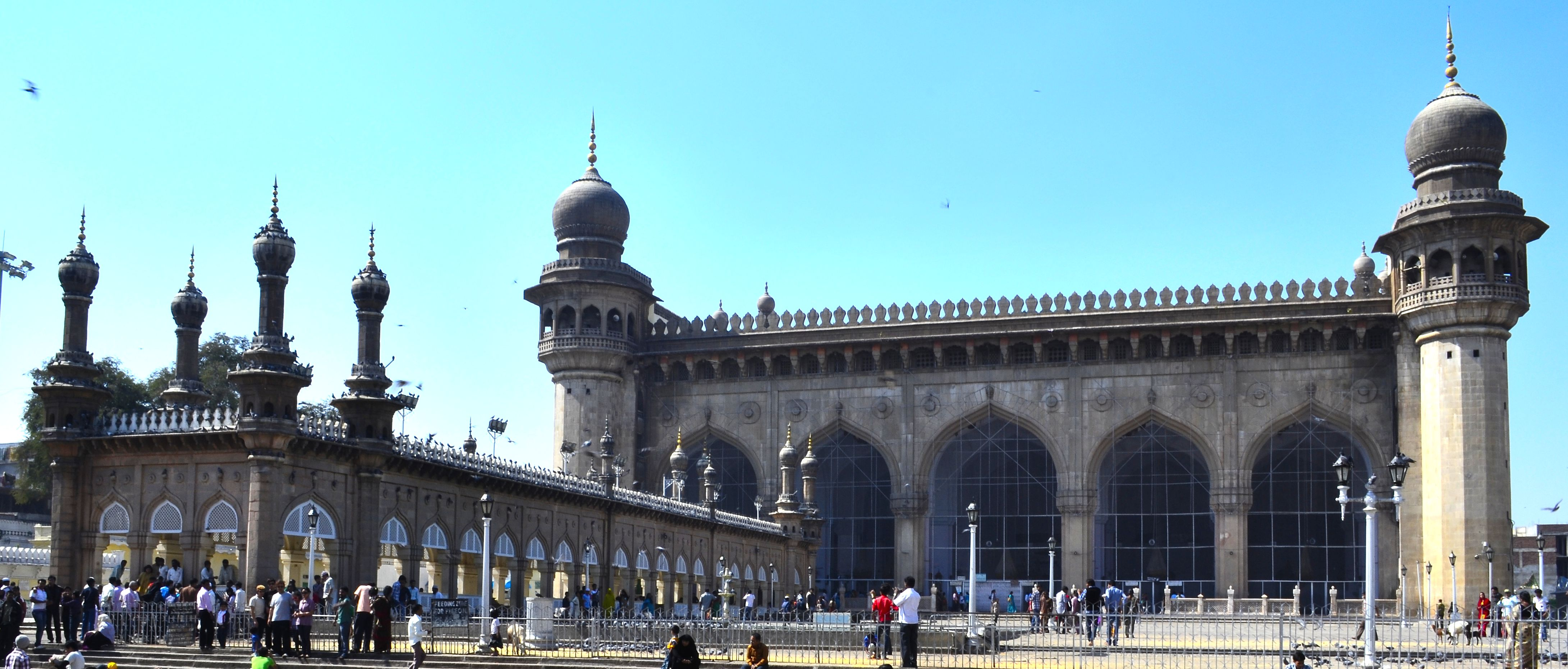
واجهة مسجد مكة

مسجد مكة هو عبارة عن مبنى تراثي، ومع ذلك لا يوجد صيانة للمسجد ونتيجة التلوث المتزايد ادى إلى ذبول وتصدع هيكل المسجد، وقد تلقى المسجد غسيل كيميائي في 1995 لمنع تعرضه لمزيد من الأضرار، وقد أصدرت حكومة أندرا براديش قرار بأن منطقة تشارمينار خالية من حركة المرور في أغسطس 2001 .
وعلى حافة البركة هناك مقعدين من الحجر والبلاط، أي شخص يجلس عليها وفقا للأسطورة ويعود للجلوس عليها مرة أخرى، ويعتقد أن في غرفة في فناء لإيواء توجد شعرة للنبي محمد صلى الله عليه وسلم.
وفي الثامن عشر من مايو عام 2007 وقع داخل مسجد مكة انفجار نجم عن قنبلة وضعت في هاتف محمول وضع بالقرب مواضىء المسجد (المكان الذي يتم الوضوء فيه), وبعد الانفجار تم العثور على اثنتين من العبوات الناسفة الحية وتم نزع فتيلها قبل الشرطة، وفي حصيلة نهائية تم الإبلاغ عن ستة عشر قتيلا في أعقاب الانفجار منهم خمسة قتلوا جراء إطلاق الشرطة النار بعد الحادث عندما كانوا يحاولون تهدئة المواطنين.